# 哈哈鏡

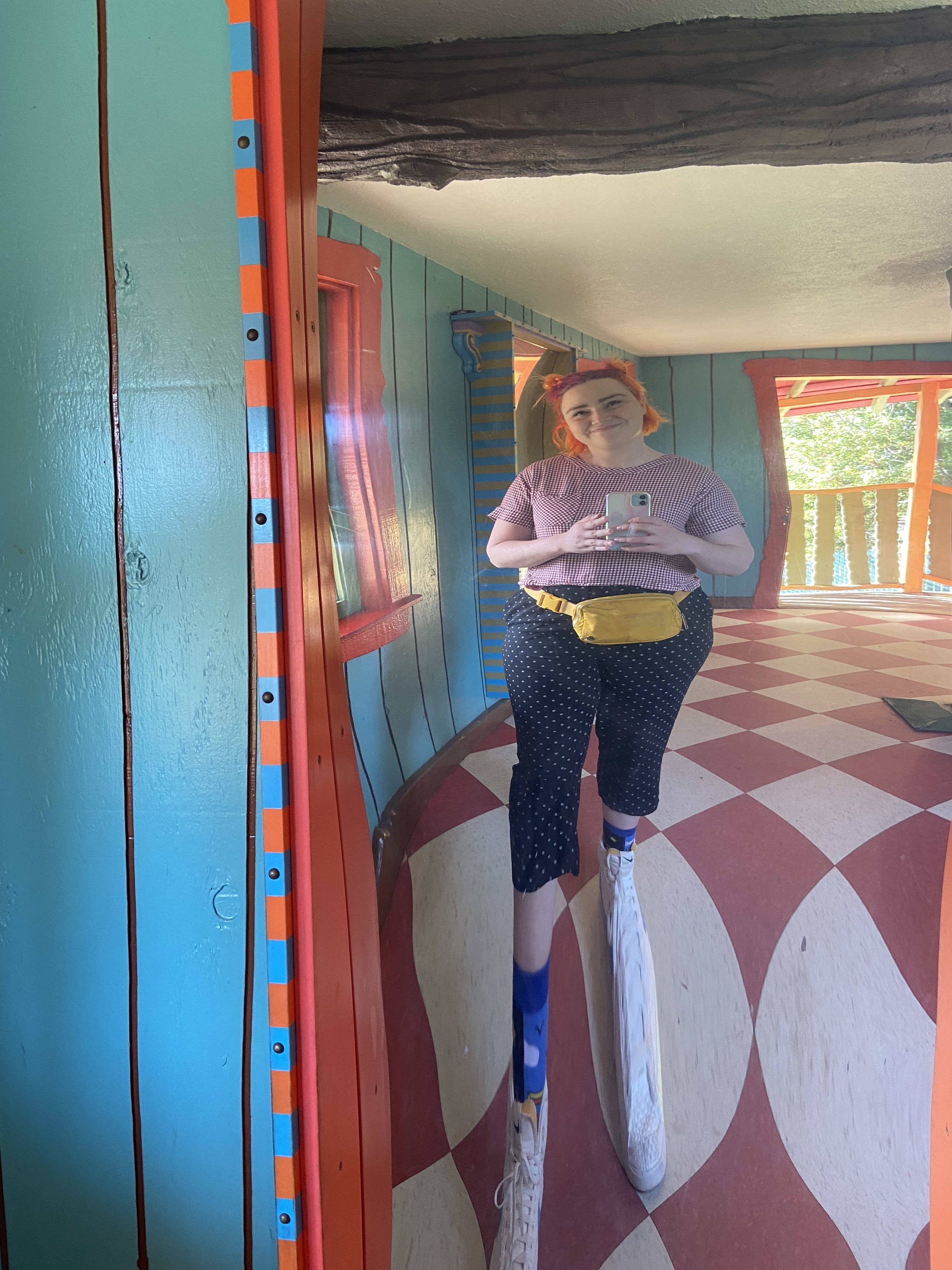
男孩在哈哈鏡中的映像

哈哈镜是一種游乐场及商场常見的玩樂設施，藉表面凸凹不平的镜面，反映人像及物件的扭曲面貌，令人发笑。
哈哈鏡的原理是曲面鏡引起的不規則光線反射與聚焦，作成散亂的影像。鏡面扭曲的情況不同，成像的效果也會相異。常见的变换效果有高矮胖瘦四种效果，镜面材质有金属、玻璃等。